# Artiora arrostaria
Artiora arrostaria là một loài bướm đêm trong họ Geometridae.